# Plasticité transgénérationnelle
En biologie évolutive, la plasticité transgénérationnelle (PTG) décrit un phénomène où les expériences d'une génération influencent les traits des générations suivantes. La PTG se définit comme une modification non génétique, physiologique, comportementale ou métabolique, due à une exposition aux conditions extérieures par les générations antérieures . Concrètement, un stress progressif , biotique ou abiotique, qu’un parent va subir au cours de sa vie aura des conséquences sur ses descendants si son intensité dépasse un seuil ,. Ces derniers pourraient alors être "pré-adaptés" à ce stress par rapport à d’autres individus de la même population,. Ces changements sont souvent induits par les expériences précoces de la mère ou durant sa reproduction.

## Confusion avec d'autres notions
La PTG s’oppose à la transmission génétique, car le passage d’informations ne se fait pas via des modifications durables de l’ADN, transmises par les gamètes, mais par des modifications des traits phénotypiques grâce à des mécanismes épigénétiques. Ces mécanismes n'altèrent pas les séquences nucléotidiques. Cette notion se rapproche d’autres types de plasticité, complexifiant son observation. Elle se distingue de la plasticité phénotypique par des coûts inférieurs pour la génération actuelle, aidant face à de fortes pressions de sélection du début de vie . La plasticité développementale est une modification des traits de l’embryon en réponse à des variations environnementales actuelles. Dans le cas de la PTG, les traits sont modifiés par les variations passées même si les descendants ne sont pas exposés aux mêmes conditions. Les mécanismes moléculaires impliqués selon les différentes plasticités diffèrent également. Les parents, bénéficiant de bonnes conditions environnementales, influencent fortement le phénotype de leurs descendants lorsque l’environnement est défavorable, tandis qu’ils ont une influence moindre si l'environnement est déjà favorable. De plus, la PTG est plus large que la plasticité intragénérationnelle car les modifications ne sont pas permanentes et donc ne passent pas plusieurs générations, ou de l'hérédité épigénétique intergénérationnelle qui se transmet qu’à la génération suivante. Les mécanismes sont principalement hormonaux et moins épigénétiques,.

## Historique et développement du concept
Les premières idées de transmissions des caractères acquis par un organisme à ses descendants apparaissent chez Jean-Baptiste Lamarck, au début du XIXe siècle, notamment à travers sa deuxième loi de l’hérédité des caractères acquis. Selon cette loi, les variations du milieu induisent des transformations des organismes qui sont transmises sur de très nombreuses générations. Bien que cette idée ait été initialement influente et partagée en partie par Charles Darwin, elle a été réfutée au XXe siècle, notamment par la découverte des lois de l’hérédité de Mendel et la théorie de l’évolution de Charles Darwin, qui reposait sur la sélection naturelle et non sur l’hérédité des caractères acquis .

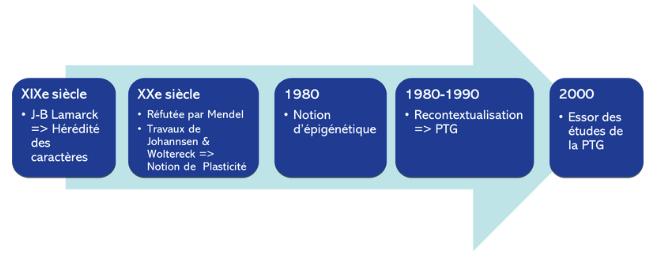
frise historique de la plasticité transgénérationnelle

La notion de plasticité émerge au début du XXème siècle, avec notamment les travaux de Wilhelm Johannsen et de Gustav Woltereck . Au début des années 1980, l’essor de l’épigénétique a permis de concrétiser l’idée que les effets environnementaux pourraient être transmis sur plusieurs générations . Avant 1980, ces effets étaient bien connus, mais les généticiens quantitatifs considéraient ces effets comme des nuisances, les percevant comme des obstacles à la détection des variations génétiques héréditaires. De ce fait, ils n’étaient pas étudiés et souvent négligés dans les recherches. C’est dans les années 1980 et 1990, que des revues (telles que Mousseau et Fox, 1998 ou Roach et Wulff, 1987) ont recontextualisé ces effets et les ont caractérisés comme étant de la PTG. C’est à partir des années 2000 que ce terme devient de plus en plus utilisé, tel qu’en écologie évolutive et en écologie de la conservation. La PTG est ainsi devenue un domaine d’étude important, notamment en lien avec l’adaptation des organismes aux changements environnementaux. Néanmoins, la PTG est compliquée à mettre en évidence chez les organismes. C’est donc un domaine ouvert à d'importants progrès dans les années à venir.

## Bases biologiques et mécanismes
La PTG se déroule en plusieurs étapes au cours des générations. D'abord, la génération des parents subit une expérience au cours de laquelle les individus reçoivent une information liée à leur environnement biotique ou abiotique. Une fois intégrée, cette information est transmise à la génération suivante, où la descendance l’intègre à son tour avant de la transmettre à la prochaine génération, et ainsi de suite. Au cours de ces étapes, la transmission de l'information peut être réalisée selon différents mécanismes, qui peuvent être combinés.

### Mécanismes épigénétiques
Les mécanismes épigénétiques modifient l'expression des gènes sans changer la composition nucléotidique de la séquence d'ADN. La méthylation de l'ADN en est un exemple. Les paramètres de l'environnement influencent l'ajout de groupements méthyles sur les nucléotides de l'ADN d'un individu, notamment, au niveau de promoteurs de gènes, modifiant l'expression de ces gènes. Le mécanisme épigénétique impliqué peut également être une modification des histones qui influencent la condensation de la chromatine, et donc la structure de l'ADN. Cela peut rendre la séquence d'ADN plus ou moins accessible et influencer l'expression des gènes. Chez les animaux, pour que ces marqueurs épigénétiques soient transmis, ils doivent avoir lieu dans des cellules de la lignée germinale et doivent résister à la réinitialisation du génome, au cours de la gamétogenèse et de l'embryogenèse, qui efface les marqueurs épigénétiques. Chez les plantes, la transmission des mécanismes épigénétiques est plus fréquente puisqu'elles ne possèdent pas ces phases de réinitialisation du génome.

### Mécanismes physiologiques
La PTG peut également passer par des mécanismes physiologiques. En réponse à une expérience vécue par les parents, la quantité et la qualité des ressources allouées à la descendance pendant son développement peuvent être modifiées. Cela peut concerner une modification de l'allocation de ressources nutritionnelles, de protéines, d’ARN, d'ARNm ou encore d'hormones,,. Ainsi, ce mécanisme peut être influencé par le sexe du parent, l'allocation des ressources à la descendance étant différente selon le sexe des parents.

### Mécanismes culturels
La transmission de l’information entre les générations peut aussi être effectuée par des mécanismes culturels dans lesquels le phénotype de la descendance est modifié par héritage culturel. Le descendant adapte son comportement selon les comportements observés chez la génération précédente. Cela peut influencer par exemple son régime alimentaire ou encore son comportement face à d’autres individus, comme des proies ou des prédateurs.

## Aspects écologiques et évolutifs
La PTG est un mécanisme clé dans les réponses adaptatives des organismes aux pressions écologiques, notamment dans les interactions proies-prédateurs. Les traits “hérités” permettent aux populations de s’ajuster rapidement à des environnements changeants. Ces adaptations peuvent inclure une diminution de la taille, un allongement des structures protectrices ou des modifications comportementales qui réduisent la perception par les prédateurs. Cependant, ces traits peuvent engendrer des compromis, notamment une croissance ralentie ou une diminution de la reproduction.
La PTG ne confère pas forcément une forte valeur adaptative aux individus dans des environnements variables. La persistance des traits transgénérationnels varie selon les conditions environnementales,.

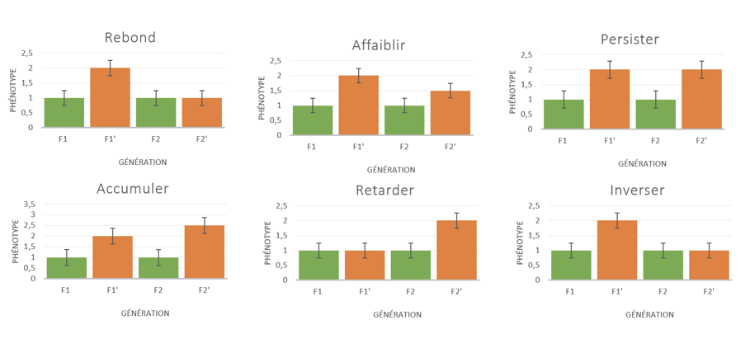
modèles de persistance de la PTG

Différents modèles peuvent être distingués :
1. Rebondir : effet sur F1
2. Affaiblir : effet sur F1 et F2 (diminution)
3. Persister : même effet sur F1 et F2
4. Accumuler : effet sur F1 et F2 (augmentation)
5. Retarder : effet sur F2
6. Inverser : effet inversé entre les générations

Le seuil de sensibilité dépend des pressions de prédation et s'active après une seule perception par le parent ou l’enfant. Le temps d’expression des réponses chez les descendants dépend de la fenêtre temporelle à laquelle les parents ont été exposés. Par exemple, une exposition tardive avant la reproduction induit souvent des effets plus marqués, tandis que des expositions précoces ont une influence moindre sur le développement de la descendance. Les réponses transgénérationnelles dépendent également du sexe des descendants. En effet, chez certaines espèces, comme les épinoches, les mâles et les femelles réagissent différemment aux signaux environnementaux perçus par leurs parents. Par exemple, l’exposition paternelle peut accroître l’activité des fils mais ne pas affecter celle des filles. Ces variations sexo-spécifiques reflètent des stratégies évolutives distinctes et soulignent l’impact des environnements parentaux sur les trajectoires phénotypiques des générations suivantes.

## Exemple dans le règne du vivant
De nombreux exemples de PTG peuvent être illustrés chez divers organismes en réponse à une perturbation. En effet, afin de pouvoir répondre à divers stress, une résistance peut être mise en place de manière plastique par les grands-parents et les parents aux descendants afin de potentiellement avoir une meilleure tolérance à ces perturbations. Notons cependant que la PTG n'induit pas forcément un avantage adaptatif aux individus.
Dans le cas des végétaux, Polygonum persicaria permet de mettre en avant une PTG induisant des impacts écologiques et évolutifs. Cette PTG repose sur un mécanisme épigénétique dû à la pression des milieux secs dans lesquels ces plantes sont installées. P. persicaria est un modèle représentatif de la PTG en raison des possibles variations de l’environnement d’année en année au sein du microsite parental. Différents traits phénotypiques, à différents stades, peuvent être modifiés afin de garantir une plus grande survie, notamment en réponse à une limitation des ressources sur plusieurs générations. Ici, lorsque les grands-parents et les parents sont dans des zones sèches, les descendants vont subir un ajustement adaptatif à la fois dans l’approvisionnement, dans la germination (plus précoce) et dans la structure. Par exemple avec un allongement et une profondeur du système racinaire, significativement plus importante, qui peut s’amplifier au cours des générations .
La PTG dans le cas du règne animal peut être illustrée par Callosobruchus maculatus, pour laquelle les variations de l'environnement dû à l’anthropisation impliquent des changements. Ici, l'expérience s’appuie sur l’effet d’une exposition à des pesticides. Notons, que l’exposition à la perturbation ainsi que le sexe des ancêtres peuvent influencer des effets transgénérationnels, notamment sur la longévité et le succès reproductif des descendants ,. Ce type de perturbation sous-tend un phénomène reposant sur des effets transgénérationnels d’investissement terminal.
La PTG peut donc contribuer à une flexibilité phénotypique, à une tolérance écologique et à un potentiel évolutif non-négligeable ,.

## Applications et implications (conservation)
La PTG joue un rôle central dans la réponse des espèces aux changements globaux et aux pressions environnementales. Elle favorise l’émergence de phénotypes adaptés aux conditions du milieu, permettant aux descendants d’être pré-adaptés à des habitats stressants, tels que ceux soumis à des variations de température ou d’humidité. Par ce processus, les retards de développement souvent observés en réponse aux environnements défavorables, sont éliminés, conférant ainsi un avantage adaptatif immédiat aux individus.
La PTG peut donc renforcer la résilience des individus face aux différentes menaces induites par les changements globaux. La PTG contribue fortement à l’installation et à la propagation des espèces envahissantes et invasives, notamment végétales. Lors de leur introduction dans une nouvelle aire géographique, ces espèces subissent, pour la majorité, une réduction de leur variation génétique liée à la présence de goulots d’étranglement démographiques. La PTG permet une meilleure résistance aux stress environnementaux, favorisant une colonisation rapide des nouveaux habitats grâce aux préadaptations transgénérationnelles. Par exemple, chez les plantes invasives, il a été démontré que, pour une génération parentale vivant dans un environnement stressant, la PTG : 
- modifiait de manière adaptative la phénologie de la floraison,
- favorisait la croissance des plantules dans des environnements riches en nutriments permettant ainsi la production de plantes plus grandes[4].

De plus, la PTG peut potentiellement induire une hausse du taux de reproduction, essentielle pour une croissance démographique positive, et une élévation de la densité de population, deux facteurs clés dans la propagation des espèces envahissantes.
Pour survivre face à des environnements changeants rapidement, certaines espèces, particulièrement celles ayant un temps de génération long, ne peuvent évoluer assez vite pour éviter l’extinction. Cependant, la sélection de variants adaptés à ces perturbations peut permettre à ces populations de survivre, c’est le sauvetage évolutif ou Evolutionary rescue. La PTG peut créer une période de transition qui maintient l’effectif d’une population face à une perturbation, offrant ainsi le temps nécessaire pour que les changements génétiques adaptatifs se mettent en place. Cela permet une ré-augmentation progressive de la densité de la population. Un des objectifs clés en conservation est de favoriser le sauvetage évolutif pour les espèces ou populations menacées, la PTG permettrait alors de faciliter ce sauvetage.
Par ailleurs, il serait envisageable d'utiliser la PTG pour accélérer les processus évolutifs, en créant des descendants "pré-adaptés" à un stress environnemental spécifique. En élevant ces individus "pré-adaptés" et en les réintroduisant dans la nature, il serait alors possible d’accélérer l’adaptation, de l’ensemble d’une population, à une perturbation en quelques générations seulement. Remarquons qu'ici c'est un cas particulier, et en vérité cela dépend de nombreux facteurs difficiles à contrôler.
Ainsi, la PTG se présente comme un outil prometteur et important en écologie de la conservation, notamment pour des stratégies favorisant l’Evolutionary rescue.